# Обережно, кінь
«Обережно, кінь» (кит. 龙马精神, пін. Lóngmǎ jīngshén, букв. «Дух коня-дракона») — китайський драматичний фільм-бойовик 2023 року сценариста і режисера Ларрі Яна; у головних ролях Джекі Чан, Лю Хаоцунь і Го Цілінь. Фільм розповідає історію каскадера старої школи та його коня, над яким нависла загроза примусового продажу на аукціоні. Фільм вийшов у китайський прокат 7 квітня 2023 року. В українському прокаті — з 11 травня 2023 року.

## Акторський склад
- Джекі Чан — Лао Ло, каскадер, власник коня Рудий Заєць (кит. 赤兔, пін. Chìtù)
- Лю Хаоцунь — Сяо Бао, дочка Лао Ло
- Го Цілінь — Найхуа, хлопець Сяо Бао
- У Цзін — Юаньцзє, учень Лао Ло
- Джої Юн — Їнцзи, каскадерка, учениця Лао Луо
- Юй Айлей — Сямао, чоловік Їнцзи
- Ю Жунгуан — Хе Сінь, генерального директора компанії
- Енді Он — Дамі Ге, бандит-колектор
- Сяошеньян — Лі Янь, юрист Хе Сіня
- Ши Яньнен — Давей, каскадер, друг Лао Ло

## Виробництво

### Розробка
Режисер Ларрі Ян, шанувальник творчості Джекі Чана, написав сценарій після перегляду китайського документального фільму 2021 року про каскадерів-майстрів бойових мистецтв (кит. 龙虎武师, пін. Lóng hǔ wǔshī). Спочатку Ларрі запропонував Чану переглянути сценарій, але отримав відмову та попросив переглянути його через кілька місяців. Яну знадобилося п'ять днів, щоб завершити редагування, і він знову надіслав сценарій Чану, який прийняв запрошення на зйомки.

### Зйомки
Основні зйомки пройшли 27 вересня 2021 — 10 листопада 2022 року в кіностудії Hengdian World Studios (місто Дун'ян, провінція Чжецзян) та в комплексі Pegasus Watertown (місто Цзян'їнь, провінція Цзянсу).

## Випуск
Фільм вийшов у Великій Британії, США та Китаї 7 квітня 2023 року, потім в Малайзії — 13 квітня.